# DELIGHTED REVIVER
『DELIGHTED REVIVER』は、水樹奈々の通算14枚目のスタジオ・アルバム。2022年7月6日にKING AMUSEMENT CREATIVEよりリリースされた。

## 概要
前作より2年7ヶ月ぶりとなるアルバム。アルバム発売同年5月27日「スパイラル」先行配信、6月27日リード曲「Go Live!」先行配信。
アルバムタイトルは「コロナ禍で停滞してしまったエンタテインメントを喜んで復活させていこう」という思いが込められている。
通常盤のジャケットはさいたまスーパーアリーナで、初回限定盤は秋葉原で撮影された。
2022年7月6日にニコニコ生放送で特別番組「水樹奈々 14thアルバム「DELIGHTED REVIVER」リリース記念特番 supported by animelo mix」が放送。MCは鷲崎健。

### 仕様
「通常盤」「初回限定盤」の2形態で発売。初回限定盤特典はBlu-ray・特製BOX・スペシャルフォトブック付き、シトラスライムデジパック仕様。

## チャート成績
2022年7月18日付のオリコン週間アルバムランキングでは初動2万枚を売り上げ、週間5位にランクインした。

## 収録内容

### CD
1. MY ENTERTAINMENT
作詞・作曲：ヨシダタクミ（saji）／編曲：藤永龍太郎（Elements Garden）[6]
2. Red Breeze
作詞：藤林聖子／作曲：上松範康／編曲：藤永龍太郎（Elements Garden）
スマートフォンゲーム『COUNTER: SIDE』主題歌
3. スパイラル
作詞：ヨシダタクミ／作曲・編曲：山下洋介
スマートフォンゲーム『鋼の錬金術師 MOBILE』主題歌
4. Reboot!
作詞：藤林聖子／作曲：岡澤知輝／編曲：小山寿
5. HOLY TALE
作詞：岩里祐穂／作曲・編曲：h-wonder、弦編曲：山下洋介
ラジオ『水樹奈々のMの世界』エンディングテーマ
6. ダブルシャッフル
作詞：しほり／作曲：サカノウエヨースケ／編曲：渡辺徹×日比野裕史
テレビアニメ『トモダチゲーム』オープニングテーマ
7. Get up! Shout!
作詞：水樹奈々／作曲：山本玲史／編曲：加藤裕介
テレビアニメ『SHAMAN KING』オープニングテーマ
8. ストラトスフィア
作詞：松井五郎／作曲：BOUNCEBACK／編曲：ats-
9. Link or Chains
作詞：しほり／作曲・編曲：南田健吾
テレビアニメ『Levius -レビウス-』オープニングテーマ
10. DNA -Dance ‘n’ Amuse-
作詞：しほり／作曲：平間光／編曲：藤間仁（Elements Garden）
11. FIRE SCREAM
作詞：水樹奈々／作曲：上松範康（Elements Garden）／編曲：菊田大介（Elements Garden）
スマートフォンゲーム『戦姫絶唱シンフォギアXD UNLIMITED』主題歌
12. Stand by you
作詞：岩里祐穂／作曲：Toshikazu.K／編曲：藤間仁（Elements Garden）
13. 全力DREAMER
作詞：水樹奈々／作曲・編曲：南田健吾
テレビ番組『ひめDON!』2022年4月〜テーマソング
14. HOME
作詞・作曲：水樹奈々／編曲：藤間仁（Elements Garden）
15. Go Live!
作詞：ヨシダタクミ／作曲・編曲：加藤裕介
アルバムのリード曲[7]。

### 初回限定盤Blu-ray Disc
1. リプレイマシン-custom- (NANA REVIVER FESTA 2022 特別編)
2. 残光のガイア (NANA REVIVER FESTA 2022 特別編)
3. Don't be long (NANA REVIVER FESTA 2022 特別編)
4. STORIES (NANA REVIVER FESTA 2022 特別編)
5. NEXT ARCADIA (NANA REVIVER FESTA 2022 特別編)
6. Crystal Letter (NANA REVIVER FESTA 2022 特別編)
7. 恋想花火 (NANA REVIVER FESTA 2022 特別編)
8. 「DELIGHTED REVIVER」MAKING MOVIE